# Kaminfegerchen
Kaminfegerchen ist der Titel einer 1953 entstandenen und 1955 publizierten Erzählung Hermann Hesses mit autobiographischen Bezügen. Geschildert wird ein kleines Erlebnis während des Straßenkarnevals in Lugano, verbunden mit Reflexionen über die Rolle des Schriftstellers als Betrachter der Szenerie und seine Wahrnehmung auf zwei Ebenen.

## Inhalt
Straßenkarneval
Der Erzähler wird von seiner Frau überredet, sie und die Köchin Kato trotz seiner Gelenkschmerzen am Karnevals-Dienstagnachmittag nach Lugano zu begleiten, um an der Piazza della Riforma beim Flanieren der Masken zuzuschauen: Die Stadt lacht ihn „auf allen Gassen und Plätzen übermütig und lustig an, die bunten Kostüme lach[-]en, die Gesichter lach[-]en, die Häuser an der Piazza mit den menschen- und maskenüberfüllten Fenstern lach[-]en, und es lacht[-] heut sogar der Lärm.“ Eine halbe Stunde lang verfolgt er – „wieder einer unter vielen, dazugehörig, mitschwingend“ – das Wogen von Gelächter und Zurufen, Fetzen von Musik, Gekreische und nicht ernst gemeinte Schreckensrufe von Mädchen, die von Burschen mit Fäusten von Konfetti beworfen werden, einen Clown, der mit seinen auf die Bühne geholten Mitspielern sein Publikum auf „Wohlwollen, Anfeuerung, Spaßlust und Lachbereitschaft“ einstimmt. Der Erzähler, der monatelang allein in seinem Atelier und Garten lebt und nur noch gelegentlich das Dorf besucht, lacht mit und genießt den Anblick der Menschengesichter und den „kleine[n] holde[n] Rausch des Sehens und Hörens“. Er weiß, dass die „üppige Fülle der Augen- und Ohrengenüsse bald wegen seiner schmerzenden Füße der Ermüdung und Erschöpfung“ und der „Furcht vor dem Ansturm der nicht mehr zu bewältigenden Eindrücke“ weichen muss.
Arbeit des Schriftstellers
Während der Betrachtung des Rummels denkt der Erzähler über weitere Gründe für seine leichte Ermüdbarkeit nach. Während seine Nachbarn sich von ihrer Arbeit im Büro oder der Fabrik durch den unbeschwerten Genuss erholen, arbeitet er als Schriftsteller und genießt alles in seiner Art, solange seine Kraft reicht. Er zeichnet in einem Bild-Ton-Gerät hinter seinen Augen und Ohren jede Sekunde auf und speichert sie zum etwaigen späteren Wiedergeben mit einem „Höchstmaß an Genauigkeit“. Doch von tausenden Bildern gelangt oft nur eins in sein Skizzenbüchlein:
Kaminfegerchen
Die Aufmerksamkeit des Erzählers erregt ein als Kaminfeger kostümierter ca. 7-jähriger Junge, der in einer „merkwürdigen Einsamkeit und Entrücktheit“ ruhig mitten im bunten Gedränge steht. Ohne ein Bewusstsein davon, welch reizenden lustigen Anblick er mit seinem Kostüm bietet, schaut er gefesselt und „in seliger Bewunderung“ zu einem Fenster empor, aus dem eine farbenfroh verkleidete Kindergesellschaft ausgelassen Konfettiregen ausstreut.
Dem Schriftsteller ergeht es ähnlich wie dem Kind: Vom lauten Karnevalstreiben nimmt es allein die Fenstergesellschaft wahr. Blick und Herz des Erzählers wiederum sind seinem Bild „hingegeben, dem Kindergesicht zwischen schwarzem Hut und schwarzem Gewand, seiner Unschuld, seiner Empfänglichkeit für das Schöne, seinem unbewussten Glück.“

## Biographische Bezüge
Nach Zeller sind alle Werke Hesses „Fragmente eines großen Selbstporträts“. Das trifft unverkennbar auch für das „Kaminfegerchen“ zu: Für Michels ist die Erzählung, in der Hesse in seiner Persönlichkeit und Lebenssituation in den 1950er Jahren in Montagnola gut zu erkennen ist, ein typisches Beispiel für seine Altersprosa: Die Beobachtungsarbeit des alten Schriftstellers korreliert mit dem Erlebnis des Kindes. Beide stehen allein in einer lärmenden Menschengruppe und sind fasziniert vom ausgelassenen Spiel. Am „unbewussten Glück“ des Kindes, dessen Ursachen der Beobachter nur vermuten kann, nimmt der Erzähler durch seine eigene Positionierung als Beobachter nur indirekt teil, aber er verliert sich zugleich in den Anblick des selbstvergessenen Kindes.

## Künstlerproblematik
Hesse verbindet in seiner kleinen Erzählung zwei Aspekte: Die Position des einsamen Künstlers, für den das Erlebnis der fröhlichen Gesellschaften Beobachtungs- und Sammelarbeit ist, die ihn fasziniert, aber auch ermüdet. Bereits in seinem 1919 entstandenen Künstlerroman „Klingsors letzter Sommer“ leidet der 42-jährige durch die Landschaft auf der Suche nach Motiven wandernde Protagonist an Erschöpfung und Depression. In der „Kaminfegerchen“-Erzählung verlässt der über 75-jährige Schriftsteller kaum noch sein Gartengrundstück und lebt zurückgezogen von der Gesellschaft.

## Hesses Kindheitserzählungen
In vielen Werken Hesses, in Erzählungen oder Romanepisoden, blicken die Hauptfiguren auf die Zeit ihrer Kindheit zurück, idealisieren sie oder erinnern sich an traumatische Erlebnisse: Verfehlungen und Schuldgefühle („Nachtpfauenauge“ und „Kinderseele“, 1911 bzw. 1919 entstanden), Mobbing und Isolation („Die Verlobung“ und „Demian“, 1908 publiziert bzw. 1917 entstanden), Freundschaft mit einem reiferen Schüler („Demian“), Druck des Schulsystems („Unterbrochene Schulstunde“ und „Unterm Rad“, 1948 entstanden bzw. 1906 veröffentlicht), Krankheit und Tod eines Freundes mit der Erinnerung an unbeschwerte Spiele („Aus Kinderzeiten“, 1903 entstanden), soziale Unterschiede und die zwei Welten der Lateinschüler und Volksschüler („Demian“, „Unterbrochene Schulstunde“, „Kinderseele“ und „Peter Camenzind“, 1904 publiziert), Auseinandersetzung mit der mächtigen Vaterfigur („Kinderseele“).
In „Kaminfegerchen“ werden die Aspekte der Einsamkeit und Distanz der Gruppe gegenüber und der Versunkenheit in die eigene Erlebniswelt thematisiert.